# Grand Prix automobile d'Argentine 1981
Le Grand Prix automobile d'Argentine 1981 est une course de Formule 1 qui s'est déroulée sur le circuit Oscar Alfredo Galvez à Buenos Aires le 12 avril 1981.

## Classement
| Pos. | No | Pilote                | Écurie          | Tours | Temps/Abandon                     | Grille | Points |
| ---- | -- | --------------------- | --------------- | ----- | --------------------------------- | ------ | ------ |
| 1    | 5  | Nelson Piquet         | Brabham-Ford    | 53    | 1 h 34 min 32 s 74 (200,731 km/h) | 1      | 9      |
| 2    | 2  | Carlos Reutemann      | Williams-Ford   | 53    | + 26 s 61                         | 4      | 6      |
| 3    | 15 | Alain Prost           | Renault         | 53    | + 49 s 98                         | 2      | 4      |
| 4    | 1  | Alan Jones            | Williams-Ford   | 53    | + 1 min 07 s 88                   | 3      | 3      |
| 5    | 16 | René Arnoux           | Renault         | 53    | + 1 min 31 s 85                   | 5      | 2      |
| 6    | 11 | Elio De Angelis       | Lotus-Ford      | 52    | + 1 tour                          | 10     | 1      |
| 7    | 29 | Riccardo Patrese      | Arrows-Ford     | 52    | + 1 tour                          | 9      |        |
| 8    | 22 | Mario Andretti        | Alfa Romeo      | 52    | + 1 tour                          | 17     |        |
| 9    | 30 | Siegfried Stohr       | Arrows-Ford     | 52    | + 1 tour                          | 19     |        |
| 10   | 23 | Bruno Giacomelli      | Alfa Romeo      | 51    | Panne d'essence                   | 22     |        |
| 11   | 8  | Andrea De Cesaris     | McLaren-Ford    | 51    | + 2 tours                         | 18     |        |
| 12   | 9  | Jan Lammers           | ATS-Ford        | 51    | + 2 tours                         | 23     |        |
| 13   | 4  | Ricardo Zunino        | Tyrrell-Ford    | 51    | + 2 tours                         | 24     |        |
| Abd. | 27 | Gilles Villeneuve     | Ferrari         | 40    | Transmission                      | 7      |        |
| Abd. | 33 | Patrick Tambay        | Theodore-Ford   | 36    | Fuite d'huile                     | 14     |        |
| Abd. | 7  | John Watson           | McLaren-Ford    | 36    | Transmission                      | 11     |        |
| Abd. | 6  | Héctor Rebaque        | Brabham-Ford    | 32    | Distributeur                      | 6      |        |
| Abd. | 21 | Chico Serra           | Fittipaldi-Ford | 28    | Boîte de vitesses                 | 20     |        |
| Abd. | 26 | Jacques Laffite       | Ligier-Matra    | 19    | Tenue de route                    | 21     |        |
| Abd. | 14 | Marc Surer            | Ensign-Ford     | 14    | Moteur                            | 16     |        |
| Abd. | 20 | Keke Rosberg          | Fittipaldi-Ford | 4     | Pompe à essence                   | 8      |        |
| Abd. | 12 | Nigel Mansell         | Lotus-Ford      | 3     | Moteur                            | 15     |        |
| Abd. | 28 | Didier Pironi         | Ferrari         | 3     | Moteur                            | 12     |        |
| Abd. | 3  | Eddie Cheever         | Tyrrell-Ford    | 1     | Embrayage                         | 13     |        |
| Nq.  | 31 | Miguel Angel Guerra   | Osella-Ford     |       | Non qualifié                      |        |        |
| Nq.  | 32 | Beppe Gabbiani        | Osella-Ford     |       | Non qualifié                      |        |        |
| Nq.  | 17 | Derek Daly            | March-Ford      |       | Non qualifié                      |        |        |
| Nq.  | 25 | Jean-Pierre Jabouille | Ligier-Matra    |       | Non qualifié                      |        |        |
| Nq.  | 18 | Eliseo Salazar        | March-Ford      |       | Non qualifié                      |        |        |

## Pole position et record du tour
- Pole position : Nelson Piquet en 1 min 42 s 665 (vitesse moyenne : 209,271 km/h).
- Meilleur tour en course : Nelson Piquet en 1 min 45 s 287 au 6e tour (vitesse moyenne : 204,059 km/h).

## Tours en tête
- Nelson Piquet : 53 (1-53)

## À noter
- 4e victoire pour Nelson Piquet.
- 24e victoire pour Brabham en tant que constructeur.
- 139e victoire pour Ford-Cosworth en tant que motoriste.